# Собекемсаф I
Собекемсаф I — второй фараон XVII династии Древнего Египта. Возможно, что он был сын Рахотепа, основателя Фиванской династии. Правил во время Второго переходного периода.

## Биография
Родился во время Второго переходного периода. До смерти отца был принцем (князем) Древнего Египта.
Рахотеп скончался и Собекемсаф наследует престол. Он получает скипетр и бич фараона.
Он женился и супруга рождает ему сына Собекемсафа II.
Собекемсаф умер, предположительно, на пятом году правления.